# Белеста ан Лораге
Белеста ан Лораге (фр. Bélesta-en-Lauragais) насеље је и општина у јужној Француској у региону Миди Пирене, у департману Горња Гарона која припада префектури Тулуз.
По подацима из 2011. године у општини је живело 110 становника, а густина насељености је износила 19,68 становника/km². Општина се простире на површини од 5,59 km². Налази се на средњој надморској висини од 260 метара (максималној 300 m, а минималној 209 m).

## Демографија
| 1962. | 1968. | 1975. | 1982. | 1990. | 1999. | 2011. |
| ----- | ----- | ----- | ----- | ----- | ----- | ----- |
| 39    | 74    | 61    | 72    | 66    | 84    | 110   |

График промене броја становника у току последњих година